# 케빈 스페이시
케빈 스페이시 파울러(영어: Kevin Spacey Fowler, 1959년 7월 26일 ~ )는 미국의 배우이자 영화 감독, 영화 프로듀서, 각본가이다. 캘리포니아에서 성장했다. 1980년대부터 시작된 그의 배우 경력은 1995년 《유주얼 서스펙트》로 아카데미 남우조연상을 받으며 최고조에 달했으며, 1999년 영화 《아메리칸 뷰티》로 아카데미 남우주연상 수상이 뒤따른다.
뿐만 아니라 할리우드에서 그는 《세븐》, 《케이 팩스》, 《LA 컨피덴셜》, 《아름다운 세상을 위하여》, 에미상과 골든 글로브상에 모두 지명되었던 《수퍼맨 리턴즈》에서도 활약하였다.
2003년 런던 올드빅 극장 예술 감독에 지명되었고, 2015년까지 역임했다.
2017년 말, 1980년대부터 2016년까지 케빈 스페이시가 벌였던 성추행이 폭로되면서 여러 작품에서 하차했다.

## 출연 작품

### 영화
- 2018년: 고어 (Gore)
- 2018년: 빌리어네어 보이즈 클럽 (Billionaire Boys Club) - 론 레빈 역
- 2017년: 호밀밭의 반항아 (Rebel in the Rye) (책임 프로듀서, 주연)
- 2017년: 베이비 드라이버 (Baby Driver) - 박사 역
- 2016년: 미스터 캣 (Nine Lives) - 톰 브랜드 역
- 2015년: 엘비스 & 닉슨 (Elvis & Nixon) - 리처드 닉슨 역
- 2014년: 스트레스를 부르는 그 이름 직장상사 2 (Horrible Bosses 2) - 하킨 역
- 2011년: 영웅이 되고 싶은 남자 (Inseparable, 形影不离) - 척 역
- 2011년: 스트레스를 부르는 그 이름 직장상사 (Horrible Bosses) - 하킨 역
- 2011년: 마진 콜: 24시간, 조작된 진실 (Margin Call) - 샘 로저스 역
- 2010년: 파더 오브 인벤션 (Father of Invention) - 로버트 액슬 역
- 2010년: 카지노 잭 (Casino Jack) - 잭 역
- 2009년: 초 민망한 능력자들 (The Men Who Stare at Goats) - 래리 후퍼 역
- 2009년: 텔스타 (Telstar) - 뱅크스 역
- 2009년: 쉬링크 (Shrink) - 헨리 카터 역
- 2008년: 리카운트 (Recount) - 론 클라인 역
- 2008년: 21 - 미키 교수 역
- 2007년: 산타는 괴로워 (Fred Claus) - 클라이드 역
- 2006년: 수퍼맨 리턴즈 (Superman Returns) - 렉스 루터 역
- 2006년: 에디슨 시티 (Edison) - 레본 월리스 역
- 2004년: 유나이티드 스테이츠 오브 리랜드 (The United States of Leland) - 앨버트 피츠제럴드 역
- 2004년: 비욘드 더 씨 (Beyond the Sea) - 바비 다린 역
- 2003년: 데이비드 게일 (The Life of David Gale) - 데이비드 게일 역
- 2001년: 케이 팩스 (K-PAX) - 프롯 역
- 2001년: 쉬핑 뉴스 (The Shipping News) - 쿼일 역
- 2000년: 빅 카후나 (The Big Kahuna) - 래리 역
- 2000년: 아름다운 세상을 위하여 (Pay It Forward) - 유진 시모넷 역
- 2000년: 디센트 크리미널 (Ordinary Decent Criminal) - 마이클 린치 역
- 1999년: 아메리칸 뷰티 (American Beauty) - 레스터 버냄 역
- 1998년: 네고시에이터 (The Negotiator) - 크리스 세이비언 역
- 1998년: 헐리벌리 (Hurlyburly) - 미키 역
- 1997년: LA 컨피덴셜 (L.A. Confidential) - 잭 빈센스 역
- 1997년: 미드나잇 가든 (Midnight in the Garden of Good and Evil) - 짐 윌리암스 역
- 1996년: 타임 투 킬 (A Time to Kill) - 루퍼스 버클리 역
- 1996년: 뉴욕 광시곡 (Looking for Richard) - 버킹엄 역
- 1995년: 아웃브레이크 (Outbreak) - 케이시 슐러 역
- 1995년: 벼랑 끝에 걸린 사나이 (Swimming with Sharks) - 버디 애커만 역
- 1995년: 유주얼 서스펙트 (The Usual Suspects) - 버벌 킨트 역
- 1995년: 세븐 (Se7en) - 존 도우 역
- 1994년: 둠스데이 건 (Doomsday Gun) - 짐 프라이스 역
- 1994년: 늑대개 (Iron Will) - 해리 킹슬리 역
- 1994년: 사랑의 금고털이 (The Ref) - 로이드 쉐서 역
- 1992년: 글렌게리 글렌 로스 (Glengarry Glen Ross) - 존 윌리암슨 역
- 1992년: 네 이웃의 아내를 탐하지 말라 (Consenting Adults) - 에디 역
- 1991년: 쇼 오브 포스 (A Show of Force) - 프랭크 커틴 역
- 1991년: 대로 (Darrow) - 클래런스 대로 역
- 1991년: 북회귀선 (Henry & June) - 리차드 오스본 역
- 1990년: 폴 프롬 그레이스 (Fall from Grace) - 짐 바커 역
- 1990년: 작은 승리 (When You Remember Me) - 와이드 역
- 1989년: 리차드 프라이어의 뉴욕 살인사건 (See No Evil, Hear No Evil) - 커고 역
- 1989년: 아버지의 황혼 (Dad) - 마리오 역
- 1988년: 로켓 지브랄타 (Rocket Gibraltar) - 드웨인 핸슨 역
- 1988년: 워킹 걸 (Working Girl) - 밥 스펙 역
- 1986년: 제2의 연인 (Heartburn) - 지하철 도둑 역

### 감독
- 2004년: 비욘드 더 씨 (Beyond the Sea)
- 1997년: 알비노 앨리게이터 (Albino Alligator)

### TV 드라마
- 2013년 ~ 2017년 : 하우스 오브 카드(시즌 1~5) - 프랭크 언더우드 역

### 게임
- 2014년: 콜 오브 듀티: 어드밴스드 워페어 - 조나단 아이언스 역
- 2006년: 수퍼맨 리턴즈 - 렉스 루터 역

## 상훈
- 1991년 제45회 토니상 연극부문 남우조연상
- 1991년 드라마 데스크상 연극부문 남우조연상
- 1992년 바야돌리드 국제 영화제 남우주연상
- 1995년 제21회 시애틀 국제 영화제 남우주연상
- 1995년 제60회 뉴욕 영화 비평가 협회 (NYFCC)상 남우조연상
- 1995년 어워즈 시어큐리트 커뮤니티 어워즈 남우조연상
- 1995년 제8회 시카고 영화 비평가 협회상 남우조연상
- 1995년 제16회 보스턴 영화 비평가 협회상 남우조연상
- 1995년 댈러스-포트워스 영화 비평가 협회상 남우조연상
- 1995년 텍사스 영화 비평가 협회상 남우조연상
- 1996년 전미 비평가 위원회상 남우조연상
- 1996년 전미 비평가 위원회상 캐스팅상
- 1996년 클로트루디스 영화제 남우조연상
- 1996년 제1회 크리틱스 초이스 영화상 남우조연상
- 1996년 제68회 미국 아카데미상 남우조연상
- 1996년 제5회 MTV 무비 어워드 최고의 악당상
- 1997년 제18회 보스턴 영화 비평가 협회상 남우조연상
- 1998년 사인퀘스트 산 조스 필름 페스티벌 마버리크 트리뷰트상
- 1998년 클로트루디스 영화제 남우조연상
- 1998년 제18회 런던 영화 비평가 협회상 특별공로상
- 1998년 제3회 엠파이어 남우주연상
- 1998년 제44회 이브닝 스탠다드 시어터 어워드 남우주연상
- 1999년 제24회 로런스 올리비에상 연극부문 남우주연상
- 1999년 보스턴 영화제 우수영화상
- 1999년 제12회 시카고 영화 비평가 협회상 남우주연상
- 1999년 캔자스시티 영화 비평가 협회상 남우주연상
- 1999년 샌디에이고 영화 비평가 협회상 남우주연상
- 1999년 댈러스-포트워스 영화 비평가 협회상 남우주연상
- 1999년 플로리다 영화 비평가 협회상 남우주연상
- 1999년 라스베이거스 영화 비평가 협회상 남우주연상
- 1999년 어워즈 시어큐리트 커뮤니티 어워즈 남우주연상
- 1999년 오우더 비평가 협회상 남우주연상
- 2000년 러시아 영화 비평가 조합상 남우주연상
- 2000년 온라인 영화 & 텔레비전 협회상 남우주연상
- 2000년 온라인 영화 비평가 협회상 남우주연상
- 2000년 온라인 영화 비평가 협회상 캐스팅상
- 2000년 주피터어워즈 외국남자배우상
- 2000년 클로트루디스 영화제 남우주연상
- 2000년 제20회 런던 영화 비평가 협회상 남우주연상
- 2000년 제6회 미국 배우 조합상 영화부문 남우주연상
- 2000년 제6회 미국 배우 조합상 영화부문 캐스팅상
- 2000년 토론토 영화 비형가 협회상 남우주연상
- 2000년 제53회 영국 아카데미 영화상 남우주연상
- 2000년 제72회 미국 아카데미상 남우주연상
- 2000년 선댄스 영화제 트리뷰트 투 인디펜던트 비전상
- 2001년 SESC 필름 페스티벌 외국남자배우상
- 2001년 골든애플어워즈 올해의 남성상
- 2002년 영 할리우드 어워즈 롤 모델상
- 2002년 제45회 샌프란시스코 국제 영화제 피터 제이 오언스상
- 2005년 제16회 팜스프링스 국제 영화제 소니 보노 비전얼리상
- 2010년 대영제국훈장 명예 3등급(honorary CBE, 외국인대상 정원외)
- 2013년 웨비어워즈 평생공로상
- 2015년 제72회 골든 글로브상 TV 드라마부문 남우주연상
- 2015년 제21회 미국 배우 조합상 TV 드라마부문 남자연기상
- 2015년 제50회 골든 카메라상 최우수해외남자배우상
- 2015년 로런스 올리비에상 특별공로상
- 2015년 대영제국훈장 명예 2등급(honorary KBE, 외국인대상 정원외)
- 2016년 제22회 미국 배우 조합상 TV 드라마부문 남자연기상

## 사건 및 사고
케빈 스페이시는 1980년대부터 2016년까지 여러 차례 지위를 이용해 성추행을 하였고 2017년 11월 이것이 폭로되면서 몇몇 드라마와 영화에서 퇴출되었다.